# Diocesi di Cuauhtémoc-Madera
La diocesi di Cuauhtémoc-Madera (in latino Dioecesis Cuauhtemocensis-Materiensis) è una sede della Chiesa cattolica in Messico suffraganea dell'arcidiocesi di Chihuahua. Nel 2023 contava 381.800 battezzati su 439.800 abitanti. È retta dal vescovo Jesús Omar Alemán Chávez.

## Territorio
La diocesi comprende 12 comuni dello stato messicano di Chihuahua: Cuauhtémoc, Riva Palacio, Cusihuiriachi, Bachiniva, Namiquipa, Guerrero, Ocampo, Moris, Matachí, Temósachi, Gómez Farías e Madera.
Sede vescovile è la città di Cuauhtémoc, dove si trova la cattedrale di Sant'Antonio da Padova. A Madera sorge la concattedrale di San Pietro apostolo.
Il territorio si estende su una superficie di 37.405 km² ed è suddiviso in 29 parrocchie.

## Storia
La prelatura territoriale di Madera fu eretta il 25 aprile 1966 con la bolla In Christi similitudinem di papa Paolo VI, ricavandone il territorio dall'arcidiocesi di Chihuahua e dalle diocesi di Ciudad Juárez e di Ciudad Obregón. Sede della prelatura era la città di Madera, dove venne eretta a cattedrale la chiesa di San Pietro.
Il 7 ottobre 1982, per effetto del decreto Quo aptius della Congregazione per i vescovi, cedette nuovamente il comune di Yécora alla diocesi di Ciudad Obregón.
Il 17 novembre 1995, in forza della bolla Cum praelatura di papa Giovanni Paolo II, si è ampliata includendo una porzione di territorio già appartenuta all'arcidiocesi di Chihuahua ed è stata elevata a diocesi con il nome attuale, in seguito al trasferimento della sede da Madera a Cuauhtémoc.

## Cronotassi dei vescovi
Si omettono i periodi di sede vacante non superiori ai 2 anni o non storicamente accertati.
- Sede vacante (1966-1970)

- Justo Goizueta Gridilla, O.A.R. † (14 gennaio 1970 - 2 febbraio 1988 ritirato)
- Renato Ascencio León † (19 luglio 1988 - 7 ottobre 1994 nominato vescovo di Ciudad Juárez)
- Juan Guillermo López Soto † (17 novembre 1995 - 8 settembre 2021 deceduto)
- Jesús Omar Alemán Chávez, dal 7 dicembre 2022

## Statistiche
La diocesi nel 2023 su una popolazione di 439.800 persone contava 381.800 battezzati, corrispondenti all'86,8% del totale.
| anno | popolazione | popolazione | popolazione | presbiteri | presbiteri | presbiteri | presbiteri                | diaconi | religiosi | religiosi | parrocchie |
| anno | battezzati  | totale      | %           | numero     | secolari   | regolari   | battezzati per presbitero | diaconi | uomini    | donne     | parrocchie |
| ---- | ----------- | ----------- | ----------- | ---------- | ---------- | ---------- | ------------------------- | ------- | --------- | --------- | ---------- |
| 1966 | ?           | 111.344     | ?           | ?          | ?          | ?          | ?                         |         | ?         | 6         | ?          |
| 1970 | 145.000     | 150.000     | 96,7        | 20         |            | 20         | 7.250                     |         | 21        | 20        | 12         |
| 1976 | 225.000     | 230.000     | 97,8        | 22         | 3          | 19         | 10.227                    |         | 21        | 10        | 14         |
| 1980 | 184.800     | 190.000     | 97,3        | 25         | 5          | 20         | 7.392                     |         | 21        | 21        | 15         |
| 1990 | 295.000     | 305.000     | 96,7        | 27         | 12         | 15         | 10.925                    |         | 15        | 32        | 16         |
| 1999 | 302.611     | 351.532     | 86,1        | 37         | 24         | 13         | 8.178                     |         | 13        | 68        | 24         |
| 2000 | 306.373     | 355.505     | 86,2        | 39         | 23         | 16         | 7.855                     |         | 20        | 78        | 24         |
| 2001 | 311.231     | 358.524     | 86,8        | 37         | 22         | 15         | 8.411                     |         | 18        | 71        | 25         |
| 2002 | 315.807     | 363.794     | 86,8        | 37         | 23         | 14         | 8.535                     |         | 17        | 71        | 25         |
| 2003 | 320.474     | 369.170     | 86,8        | 34         | 23         | 11         | 9.425                     |         | 12        | 66        | 25         |
| 2004 | 324.960     | 374.338     | 86,8        | 37         | 26         | 11         | 8.782                     |         | 12        | 68        | 25         |
| 2006 | 332.804     | 383.374     | 86,8        | 39         | 28         | 11         | 8.533                     |         | 12        | 69        | 26         |
| 2013 | 351.538     | 404.955     | 86,8        | 42         | 32         | 10         | 8.369                     |         | 11        | 56        | 26         |
| 2016 | 360.388     | 415.150     | 86,8        | 42         | 33         | 9          | 8.580                     | 1       | 9         | 49        | 27         |
| 2019 | 373.147     | 429.847     | 86,8        | 44         | 34         | 10         | 8.480                     | 1       | 11        | 46        | 28         |
| 2021 | 378.762     | 436.316     | 86,8        | 45         | 36         | 9          | 8.416                     | 1       | 9         | 43        | 29         |
| 2023 | 381.800     | 439.800     | 86,8        | 44         | 38         | 6          | 8.677                     | 1       | 7         | 45        | 29         |